# Sverrir Ingi Ingason
Sverrir Ingi Ingason (Kópavogur, 1993. augusztus 5. –) izlandi válogatott labdarúgó, a görög PAÓK játékosa.
Az izlandi válogatott tagjaként részt vett a 2016-os Európa-bajnokságon.

## Sikerei, díjai
- Izlandi Ligakupa-győztes (1): 2013
- Görög bajnok (1): 2019
- Görög kupagyőztes (2): 2019, 2021